# 秦兴
秦兴（617年四月—618年十一月，《玉海》误作泰兴）：隋朝末期唐朝初期領袖，秦政權薛擧的年号，歷時一年餘。
秦兴二年八月薛仁果沿用。

## 改元
- 隋大業十三年——四月初三日，薛舉改元為秦興元年。[3][4][5]

## 大事记
- 秦興二年——八月初九日，薛舉去世，太子薛仁果即位。[6]

## 纪年
| 永平 | 元年  | 二年  |
| ---- | ----- | ----- |
| 公元 | 617年 | 618年 |
| 干支 | 丁丑  | 戊寅  |

## 同期存在的其他政权年号
- 中國
  - 大业（605年－618年）：隋朝政权——隋煬帝杨广年号
  - 義寧（617年－618年）：隋朝政权——隋恭帝杨侑年号
  - 皇泰（618年－619年）：隋朝政权——杨侗年号
  - 太平（616年－622年）：隋朝時期——楚政權林士弘年号
  - 丁丑（617年－618年）：隋朝時期——夏政權窦建德年号
  - 五凤（618年－621年）：隋朝時期——夏政權窦建德年号
  - 正平（617年－618年）：隋朝時期——永樂王郭子和年号
  - 永平（617年－618年）：隋朝時期——魏政權李密年号
  - 天兴（617年－620年）：隋朝時期——刘武周年号
  - 永隆（618年－628年）：隋朝時期——梁政權梁師都年号
  - 鸣凤（617年－618年）：隋朝時期——梁政權蕭銑年号
  - 通聖（617年）：隋朝時期——曹武徹年号
  - 安樂（617年－619年）：隋朝時期——涼政權李軌年号
  - 武德（618年－626年）：唐朝政权——唐高祖李淵年号
  - 天壽（618年－619年）：唐朝時期——許政權宇文化及年号
  - 昌達（618年－619年）：唐朝時期——楚政權朱粲年号
  - 义和（614年－619年）：高昌政权——麴伯雅年号
- 朝鮮半島
  - 建福（584年－634年）：新羅——真平王之年號

## 參看
- 中國年號索引

## 深入閱讀
- 徐红岚，《中日朝三国历史纪年表》，辽宁教育出版社，1998年5月 ISBN 7538246193
- 松橋達良，《元号はやわかり—東亜歷代建元考》，砂書房，1994年7月，ISBN 4915818276
- 李崇智，《中国历代年号考》，中华书局，2001年1月 ISBN 7101025129